# Зонтик (соцветие)

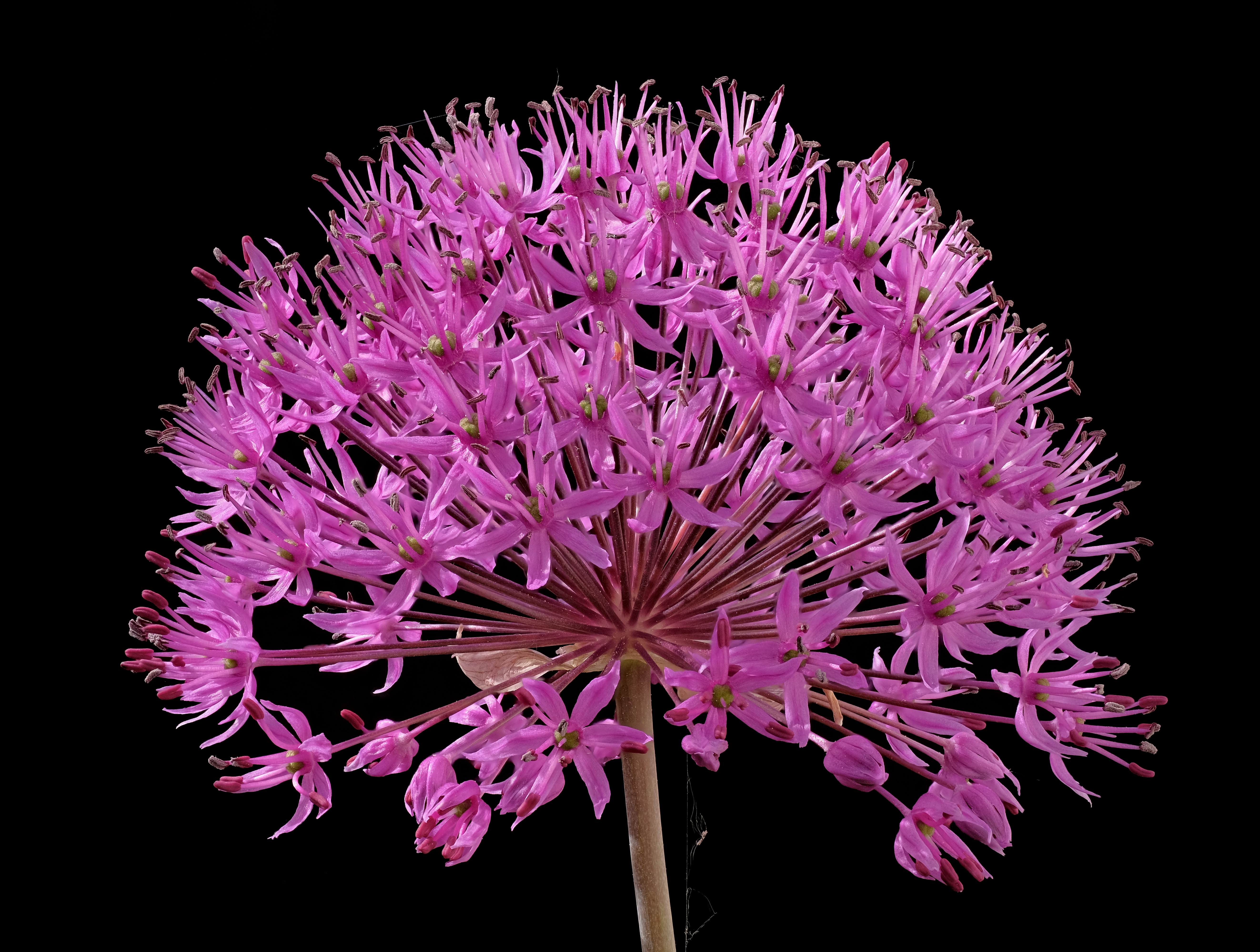
Зонтик декоративного лука

В ботанике зонтик (лат. umbella)  — это соцветие с укороченной главной осью, состоящее из нескольких равных или почти равных коротких цветоножек, которые распространяются от общей точки генеративного побега, что-то вроде ребер зонта. Это слово было придумано в ботаническом употреблении в 1590-х годах от латинского лат. umbella — «зонтик, зонтик от солнца».
Главная ось зонтика не развита или очень короткая. Расположение цветков может варьироваться от плоского до почти сферического. Внутренние цветки зонтика обычно лишены прицветников, в то время как наружные имеют часто довольно крупные кроющие листья.
В настоящем зонтике соцветие открытое, или бокоцветное, то есть нет верхушечного (детерминированного) цветка. В зонтике все цветки одного порядка и нарастают равностепенно, цветоножки выходят из одной точки. Закрытые соцветия (детерминированные, с верхушечным цветком) могут внешним видом напоминать зонтик, например, сжатая кисть называется зонтиковидной или зонтичной кистью, а сжатая извилина — зонтиковидной извилиной. У таких соцветий цветки нарастают симподально, цветоножка каждого последующего цветка отходит от цветоножки цветка предыдущего порядка, и раскрываются цветки не одновременно. Если же цветоножки ветвятся, то это сложное соцветие, которое называется щитковидная метёлка или щиток.

## Простой зонтик

Простой зонтик
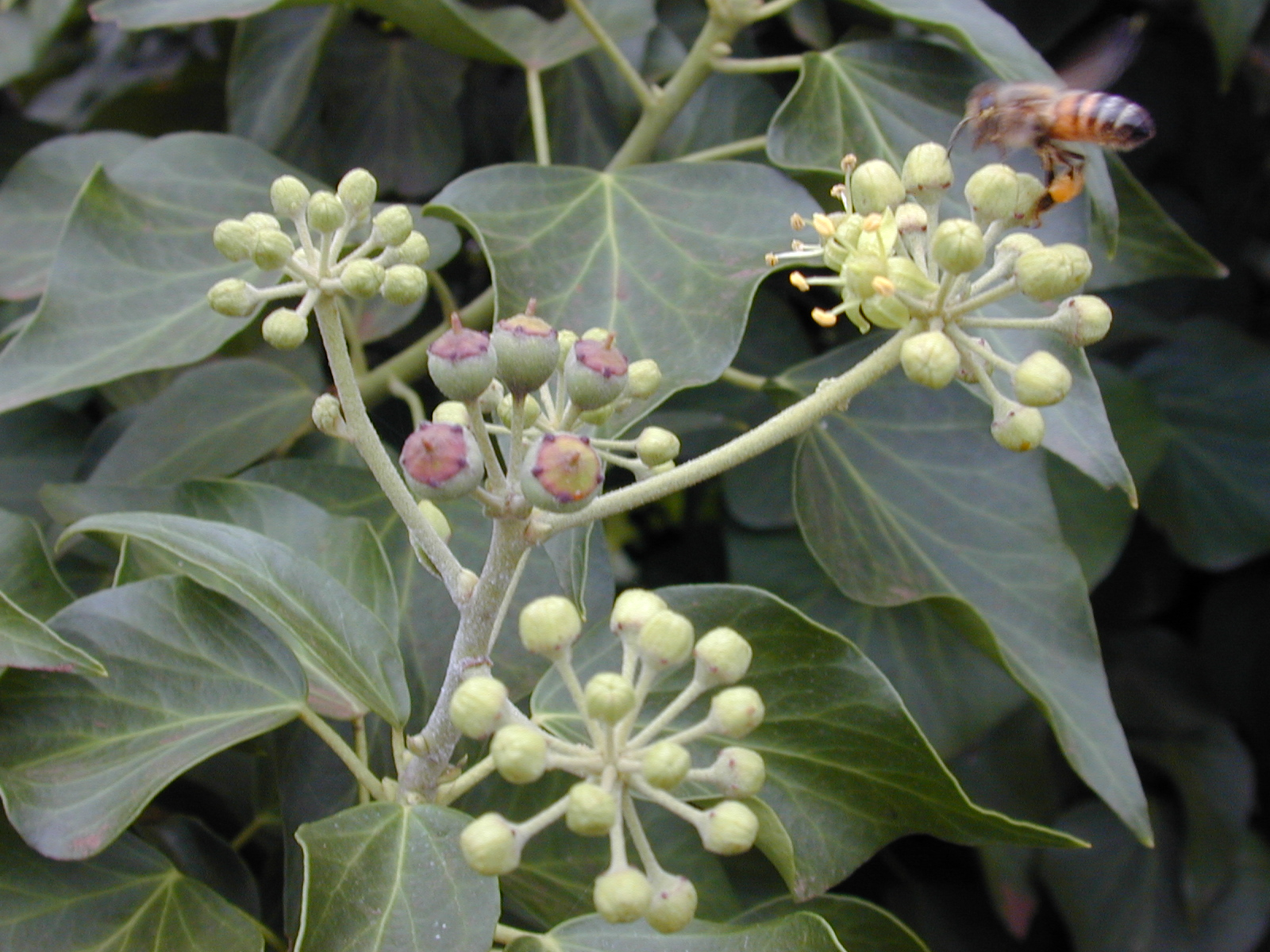
Плющ обыкновенный (Hedera helix)
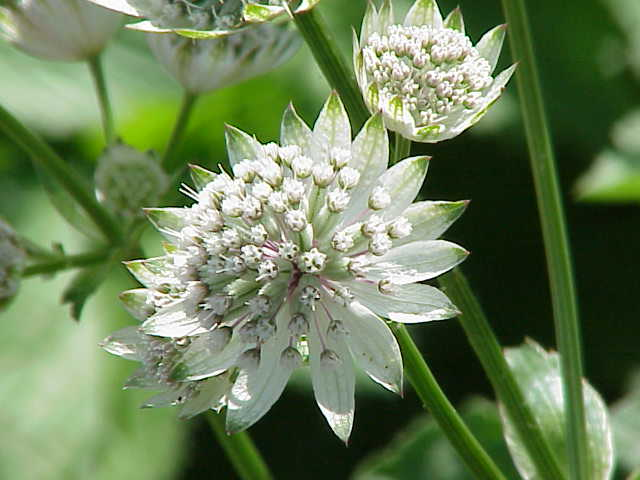
Астранция крупная (Astrantia major)
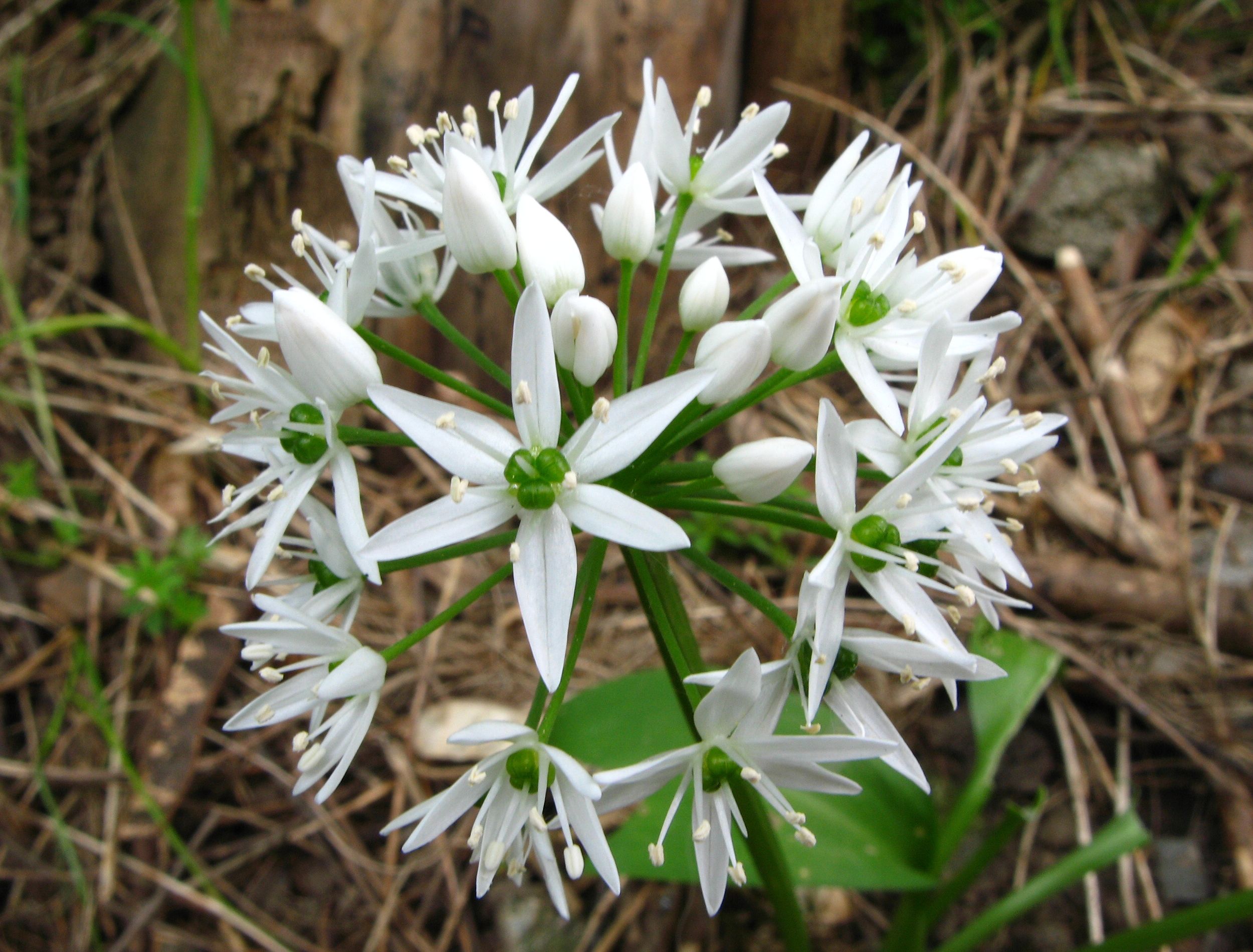
Лук медвежий (Allium ursinum)
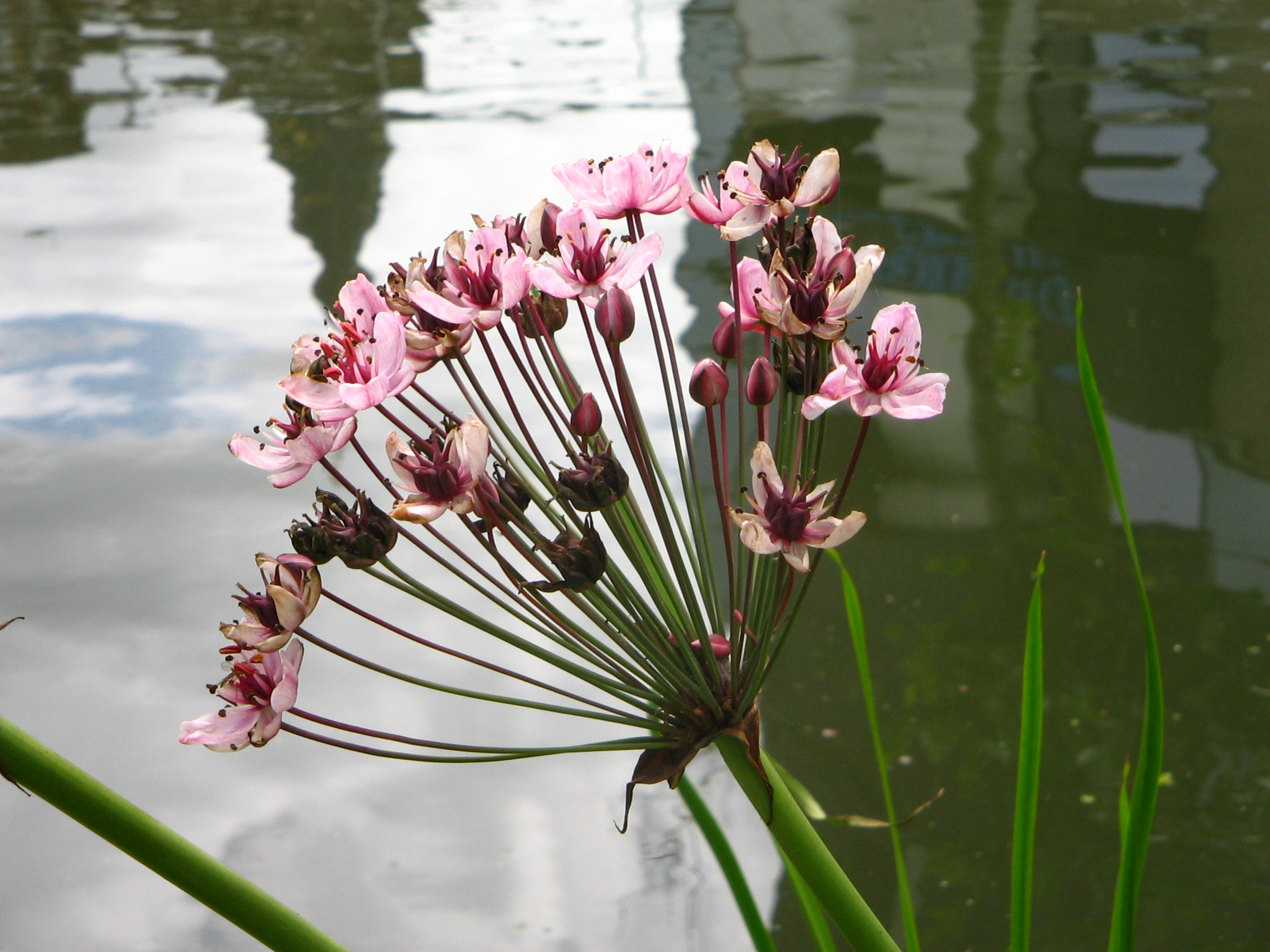
Сусак зонтичный (Butomus umbellatus)
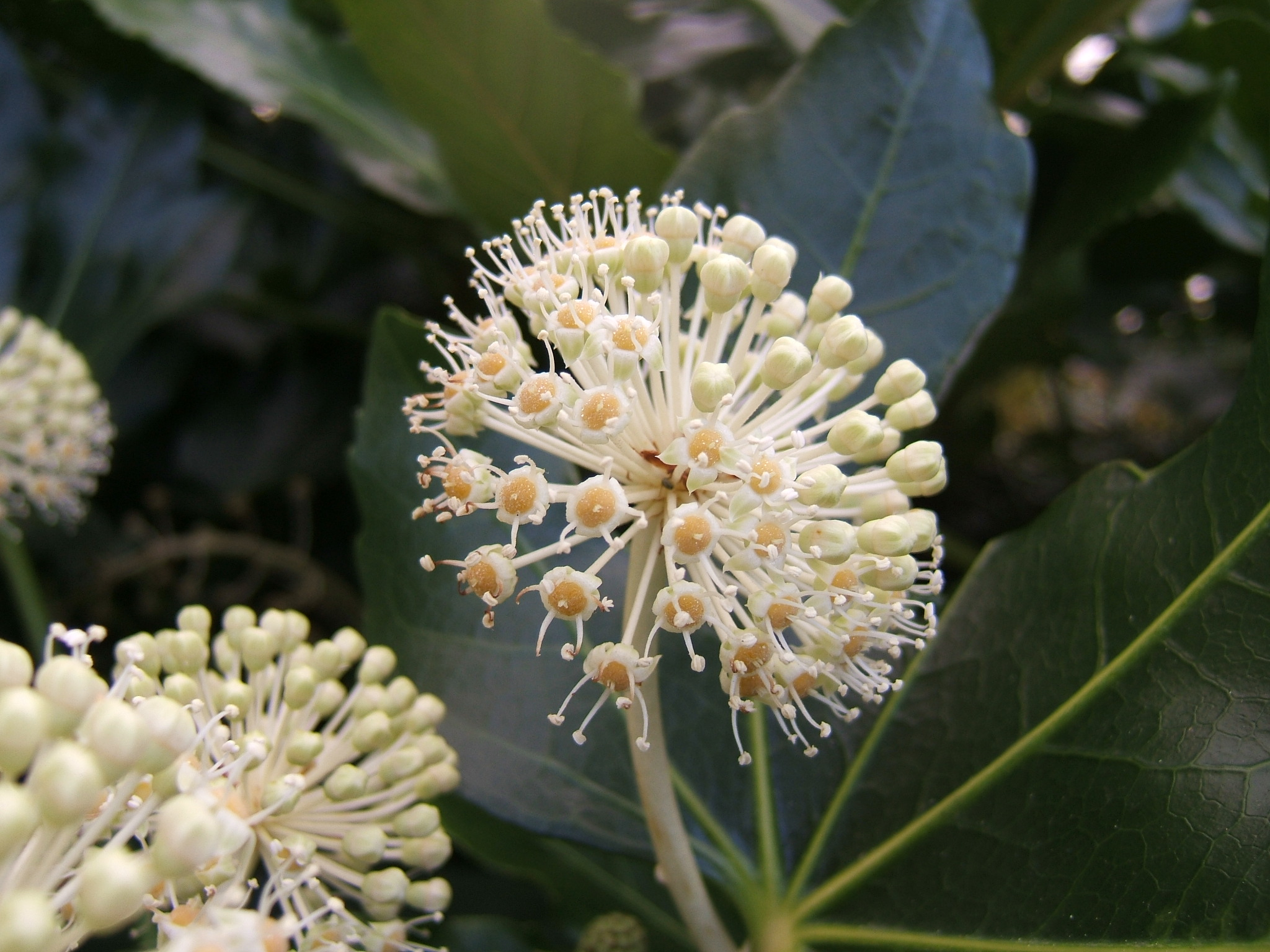
Фатсия японская (Fatsia japonica)
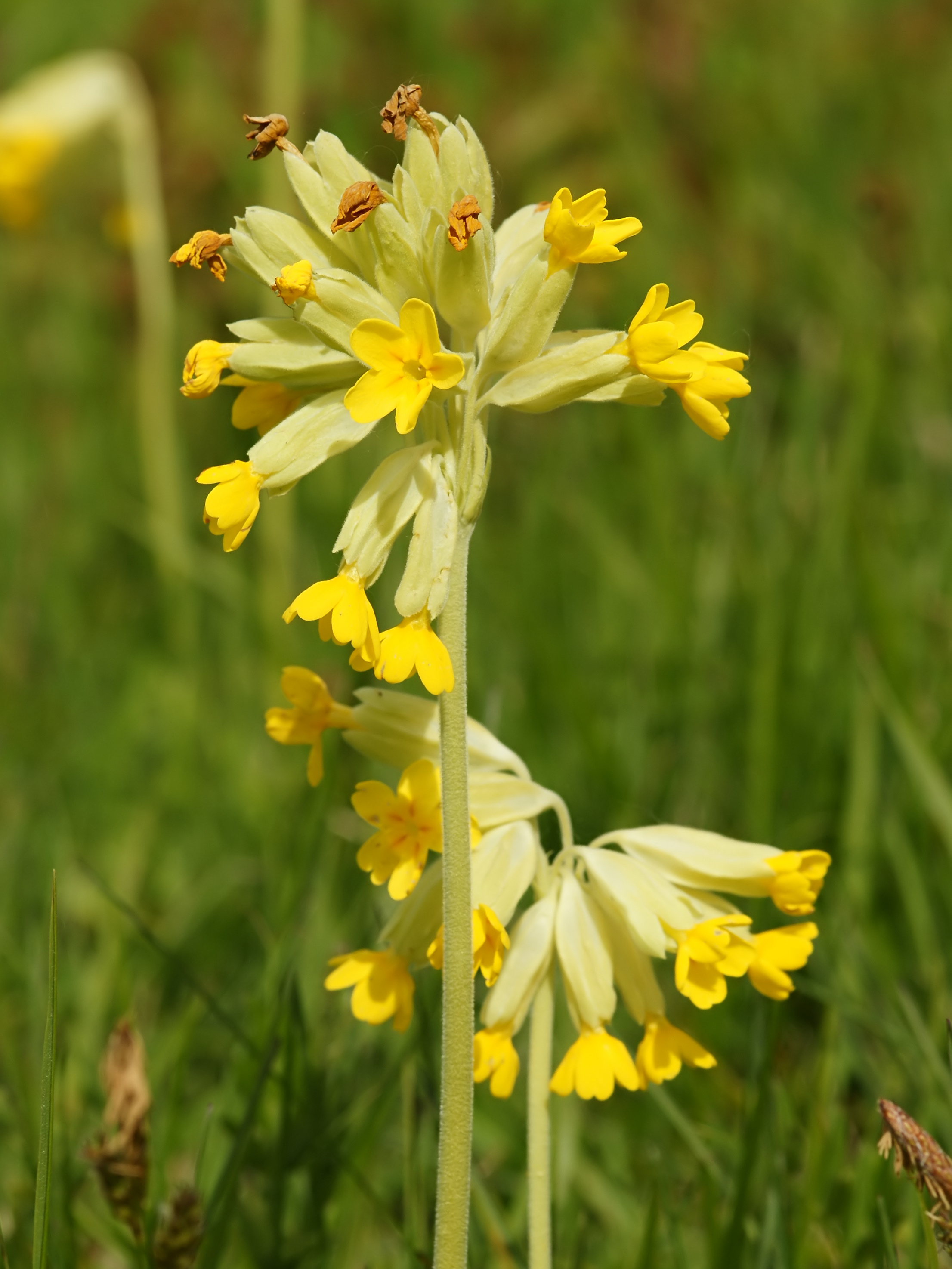
Первоцвет весенний (Primula veris)

## Сложный зонтик
Зонтики могут быть простыми и сложными. Если в простом зонтике заменить цветки зонтиками, то получится сложный зонтик. Вторичные зонтики сложных зонтиков известны как зонтички. Расположение соцветий в зонтиках называется зонтиковидным, а иногда и подзонтичным (почти зонтиковидным).

Сложный зонтик
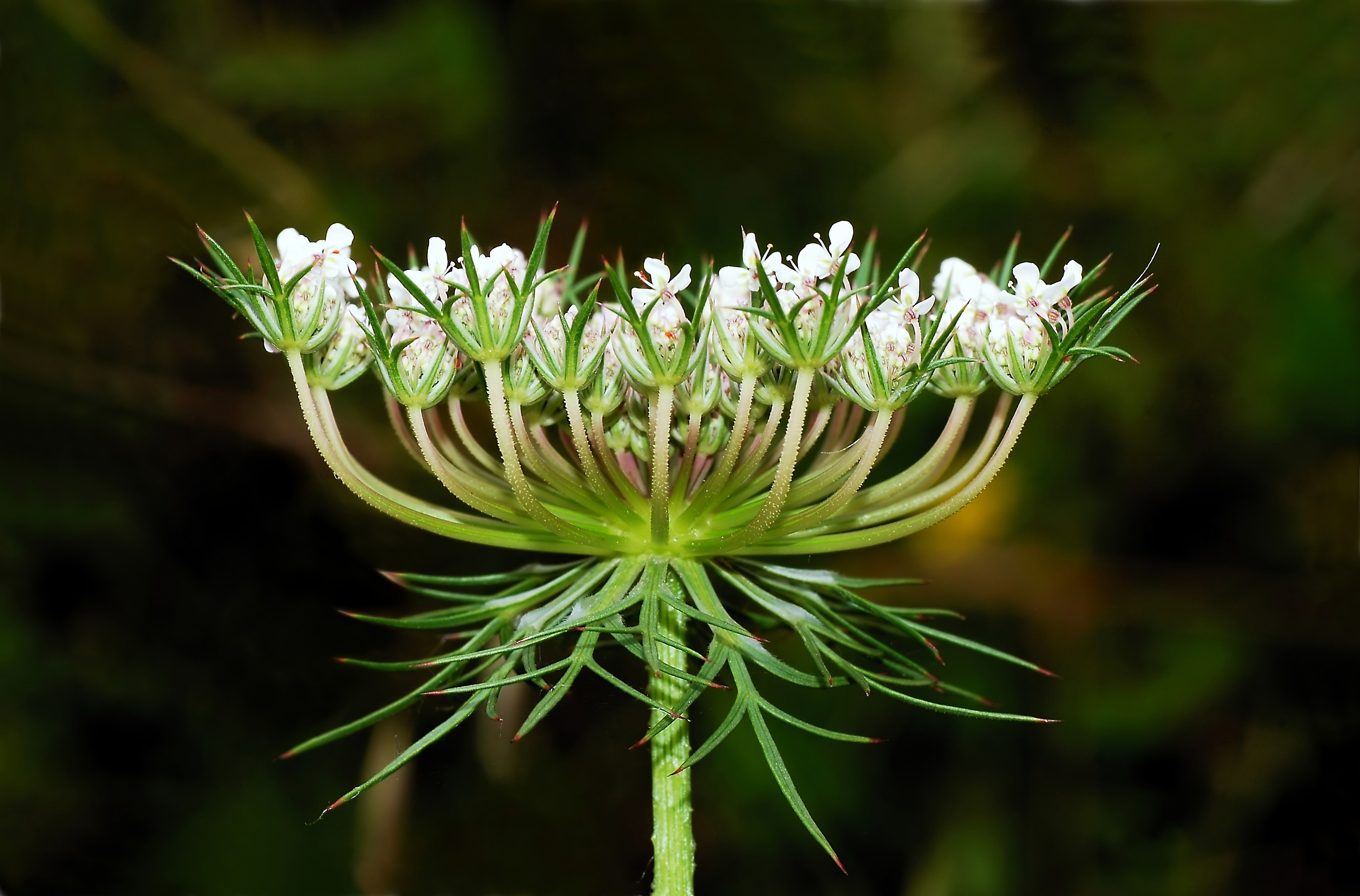
Морковь дикая (Daucus carota)
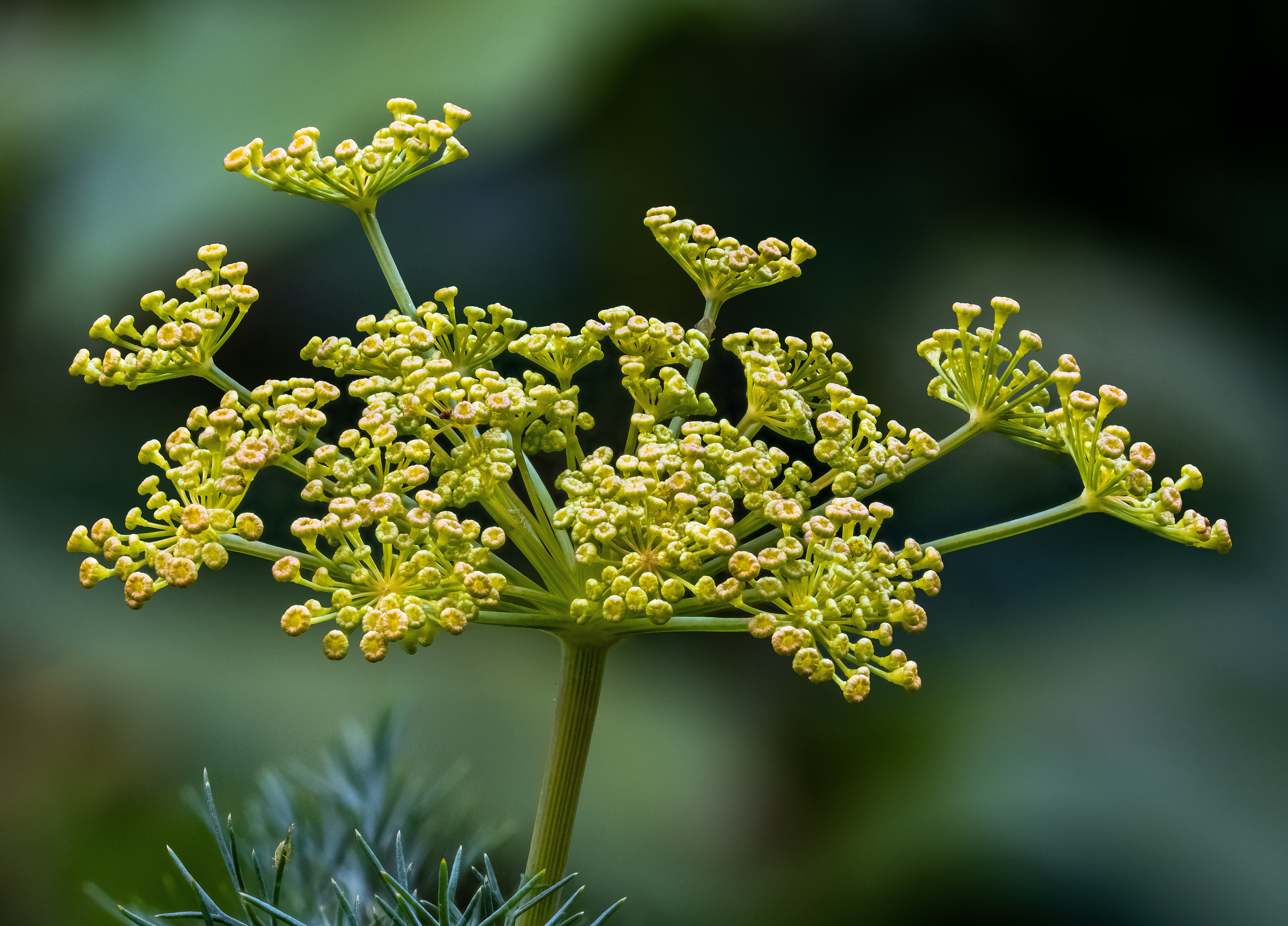
Укроп пахучий (Anethum graveolens)
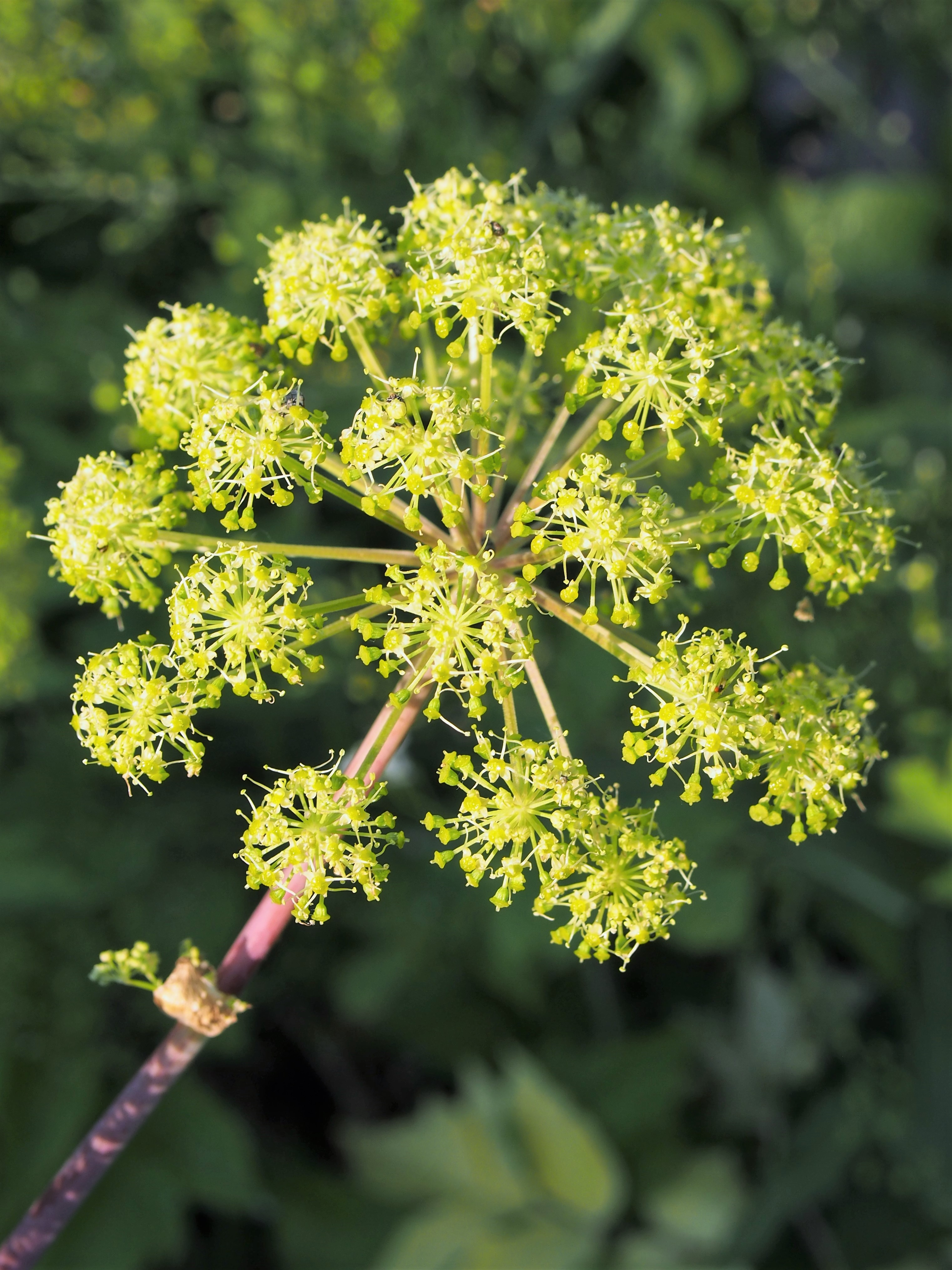
Дудник лекарственный (Angelica archangelica)
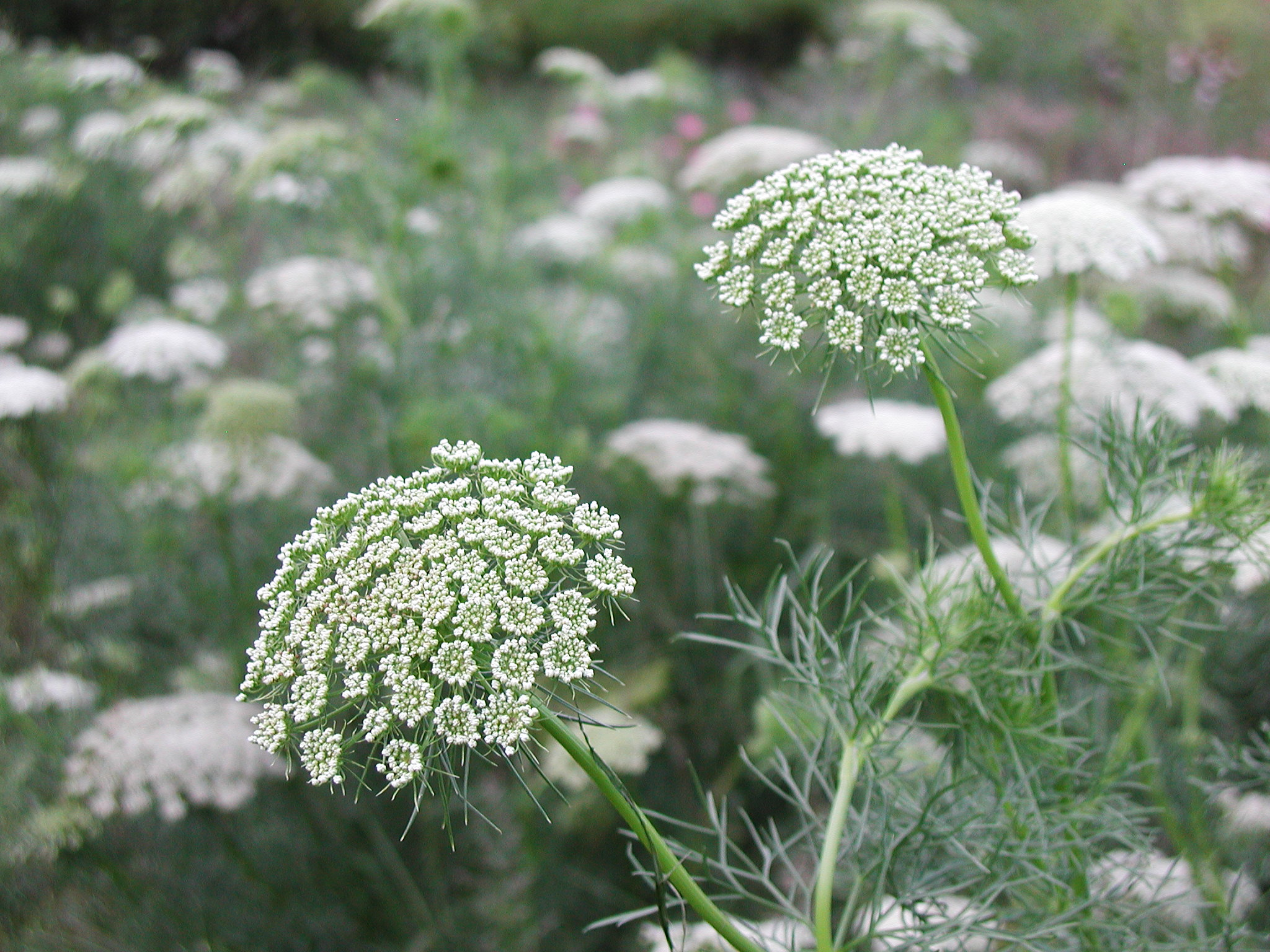
Амми зубная (Ammi visnaga)